# Rede Sul Mineira
A Rede Sul Mineira foi resultado da fusão de duas ferrovias sul-mineiras, sendo elas: Estrada de Ferro Minas e Rio e Viação Férrea Sapucaí, ocorrida em 1910, sendo incorporada à RMV em 1931. A partir de 1922, a RSM passou à administração do Estado de Minas Gerais e administrou as ferrovias estaduais Estrada de Ferro Trespontana, Estrada de Ferro Machadense e Estrada de Ferro São Gonçalo que foram incorporadas ao patrimônio da União em 1938, no período RMV.

## Ferrovias formadoras
- Viação Férrea Sapucaí
- Estrada de Ferro Minas e Rio
- Estrada de Ferro Muzambinho